# Chlorohippus violaceipennis
Chlorohippus violaceipennis är en insektsart som beskrevs av Marius Descamps 1984. Chlorohippus violaceipennis ingår i släktet Chlorohippus och familjen gräshoppor. Inga underarter finns listade i Catalogue of Life.